# Nephrotoma flavescens
Nephrotoma flavescens är en tvåvingeart som först beskrevs av Carl von Linné 1758.  Nephrotoma flavescens ingår i släktet Nephrotoma och familjen storharkrankar. Arten är reproducerande i Sverige. Inga underarter finns listade i Catalogue of Life.

## Bildgalleri

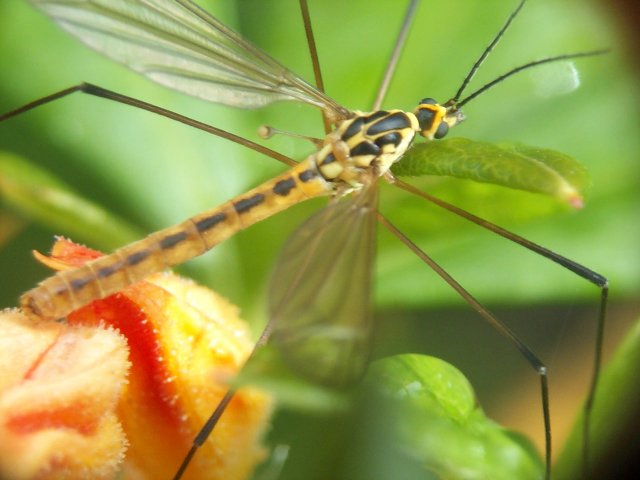
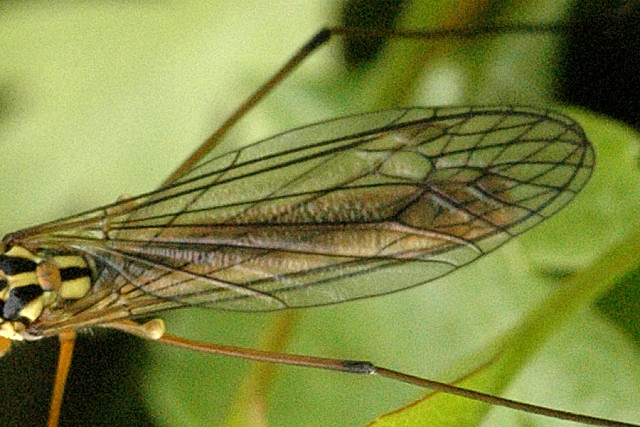
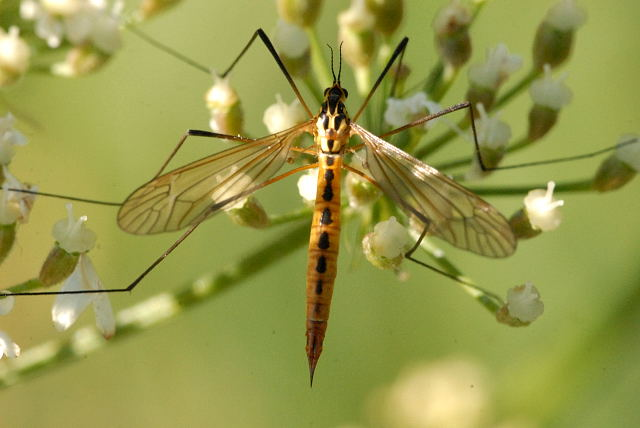
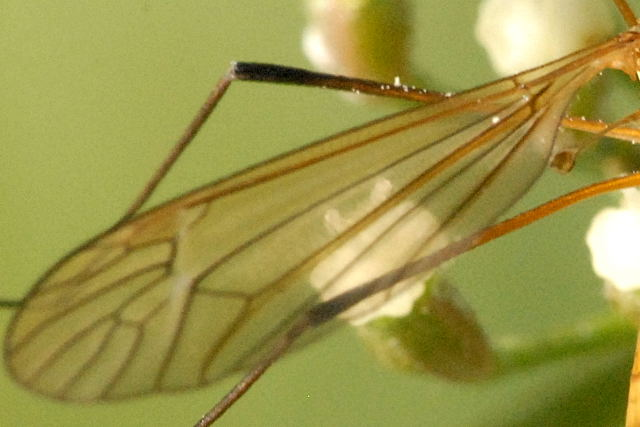